# Răchitar

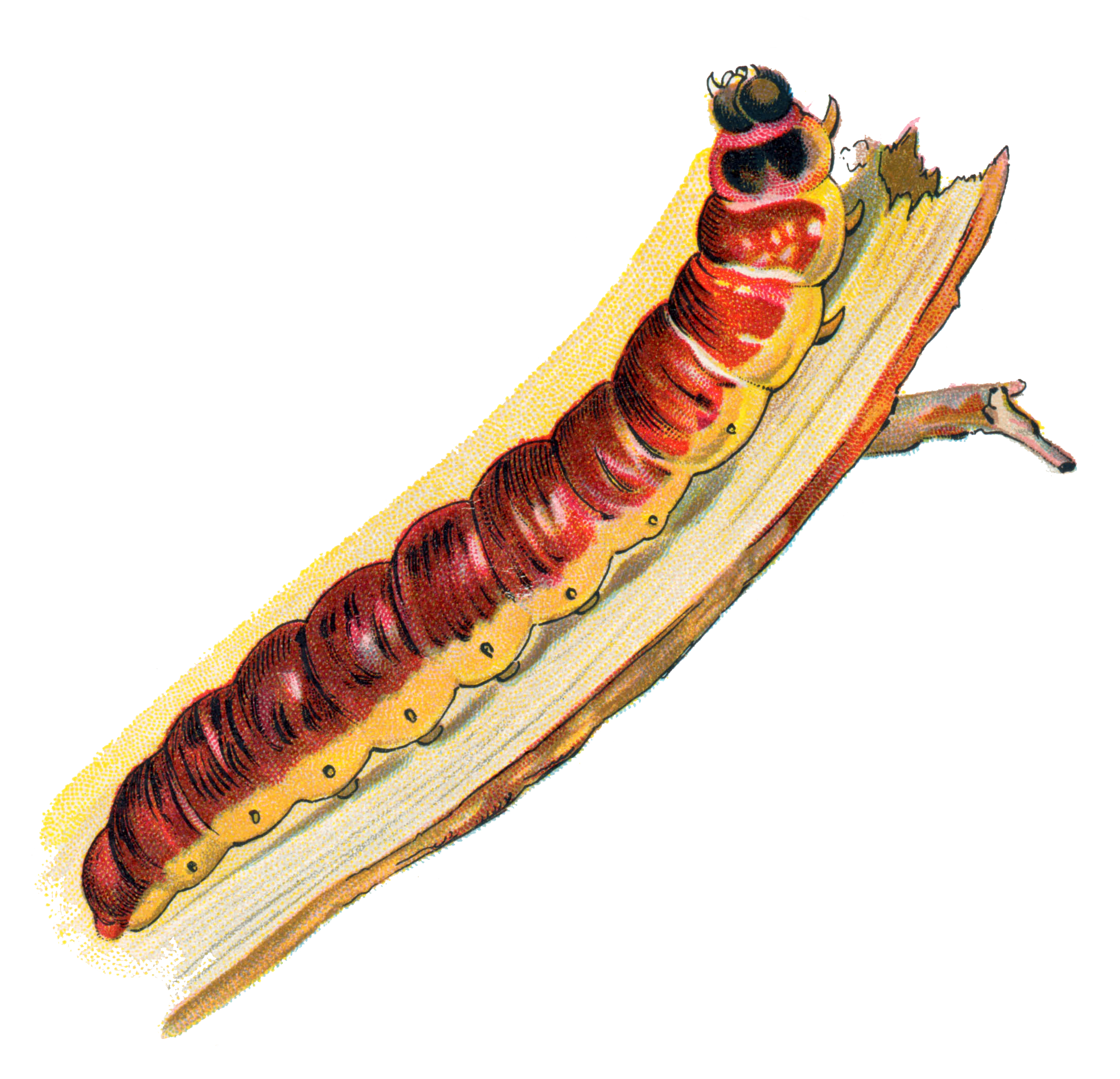
Larva

Răchitarul sau sfredelitorul tulpinilor (Cossus cossus)  este un fluture mare de noapte, cu anvergura de 60—95 mm, are aripile cenușii cu numeroase linii transversale. Abdomenul este gros, cu peri deși, așezați ca niște solzi. Larva sa este mare, de 8—10 cm, de culoare roză sau roșie, nepăroasă,  cu flancurile galbene și capul negru. Larva trăiește în tulpini de salcie, plop, ulm, stejar, păr, nuc, prun etc., găurindu-le (sfredelindu-le) lemnul trunchiului.